# سروین-وگا
سروین-وگا (انگلیسی: Cerwin-Vega) شرکت الکترونیک آمریکایی است، که در سال ۱۹۵۴ تأسیس شد.